# 中村翠恒
中村翠恒（なかむら・すいこう、1903年4月3日ー1985年9月8日）は昭和期の九谷焼の陶芸家。日展参与。元石川県陶芸協会会長。石川県指定無形文化財九谷焼技術保存会初代会長。戦前から帝展、新文展で活躍する。

## 人物
明治36年生まれ。石川県加賀市出身。名工初代 中村秋塘の次男。本名は恒。
大正13年石川県立工業学校卒業。京都国立陶磁研究所に進み、安達陶仙、二代伊東陶山、河村蜻山、板谷波山らに師事する。
三代 秋塘を襲名。のち甥に譲り以降翠恒を名乗る。昭和60年9月8日老衰により石川県立中央病院にて死去。享年82歳。
昭和3年に第9回帝展において「彩釉彫牡丹文壷」が初入選。戦前は「秋塘」の名で出品している。昭和22年の第3回日展で「魚譜手附花器」が特選となり、昭和28年第9回日展「海濱の譜花瓶」が特選・朝倉賞を受賞する。昭和32年に審査員を務めたのち、昭和33年日展会員となる。その後もたびたび審査員を務め、昭和45年第2回改組日展で「融心」が文部大臣賞を受賞。昭和43年日展評議員、昭和55年に参与となった。
鳥、魚、蟹、犬など生物のモチーフに多く用い、代表作に「瑞鳥飾皿」「光花」などがある。ややもすると上絵装飾の技術中心にはしる傾向にあった九谷焼に、早くから改革の必要を主張した。従来の色絵技術のほか、染付、鉄釉、辰砂、窯変といった本窯の仕事を積極的に取り入れた。九谷陶芸界の頂点に立つ一人だった。

## 主な受賞歴
- 昭和22年　第3回日展　特選《魚譜手附花器》
- 昭和28年　第9回日展　特選・朝倉賞《海濱の譜花瓶》
- 昭和45年　第2回改組日展　文部大臣賞《融心》
- 昭和52年　中日文化賞